# Plaza Mayor de Tembleque
La plaza Mayor de Tembleque es una plaza porticada en la localidad española de Tembleque (Provincia de Toledo, Castilla-La Mancha). Fue declarada Bien de Interés Cultural el 22 de febrero de 1973.

## Descripción

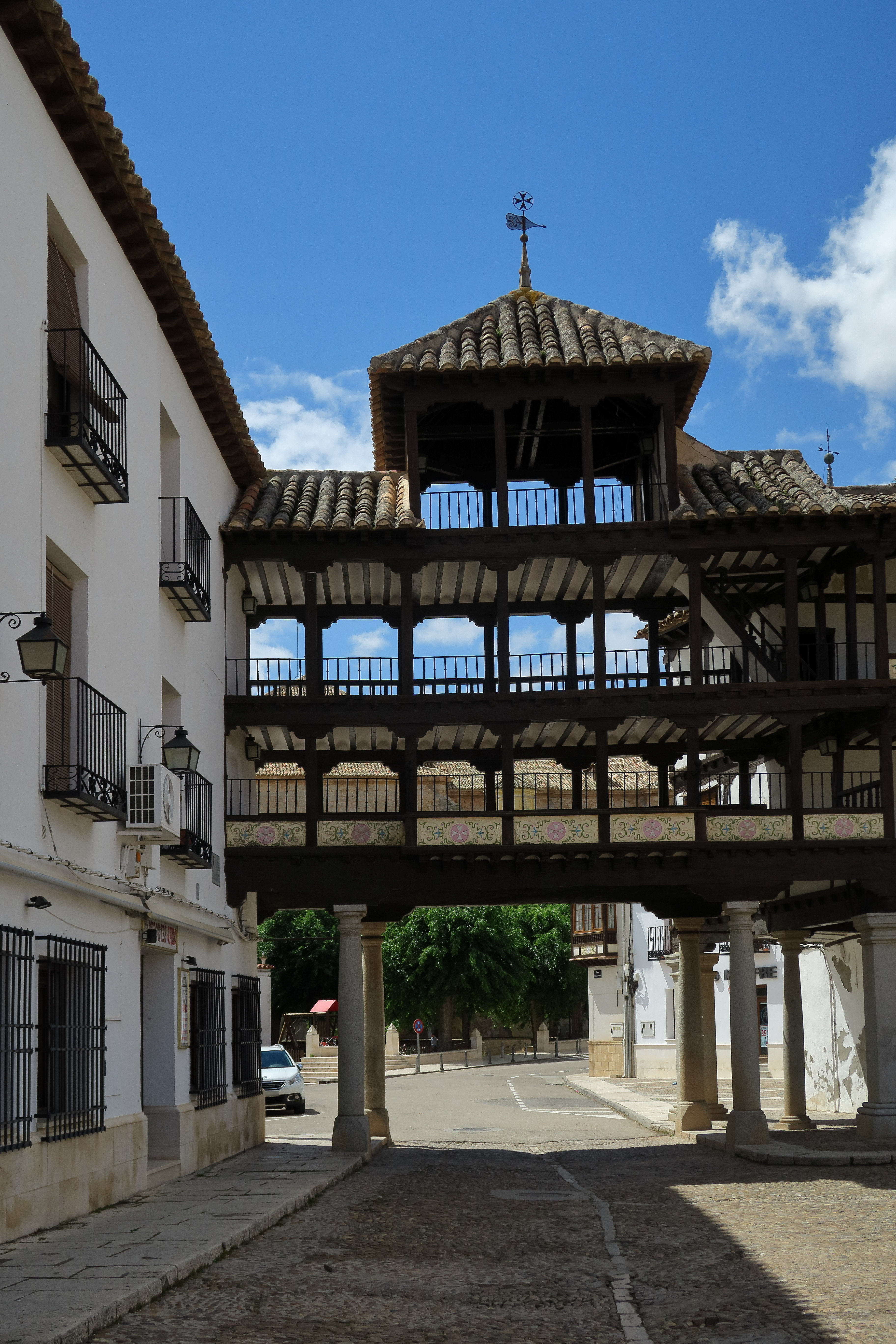
Los soportales de la entrada porticada del lado sur de la plaza

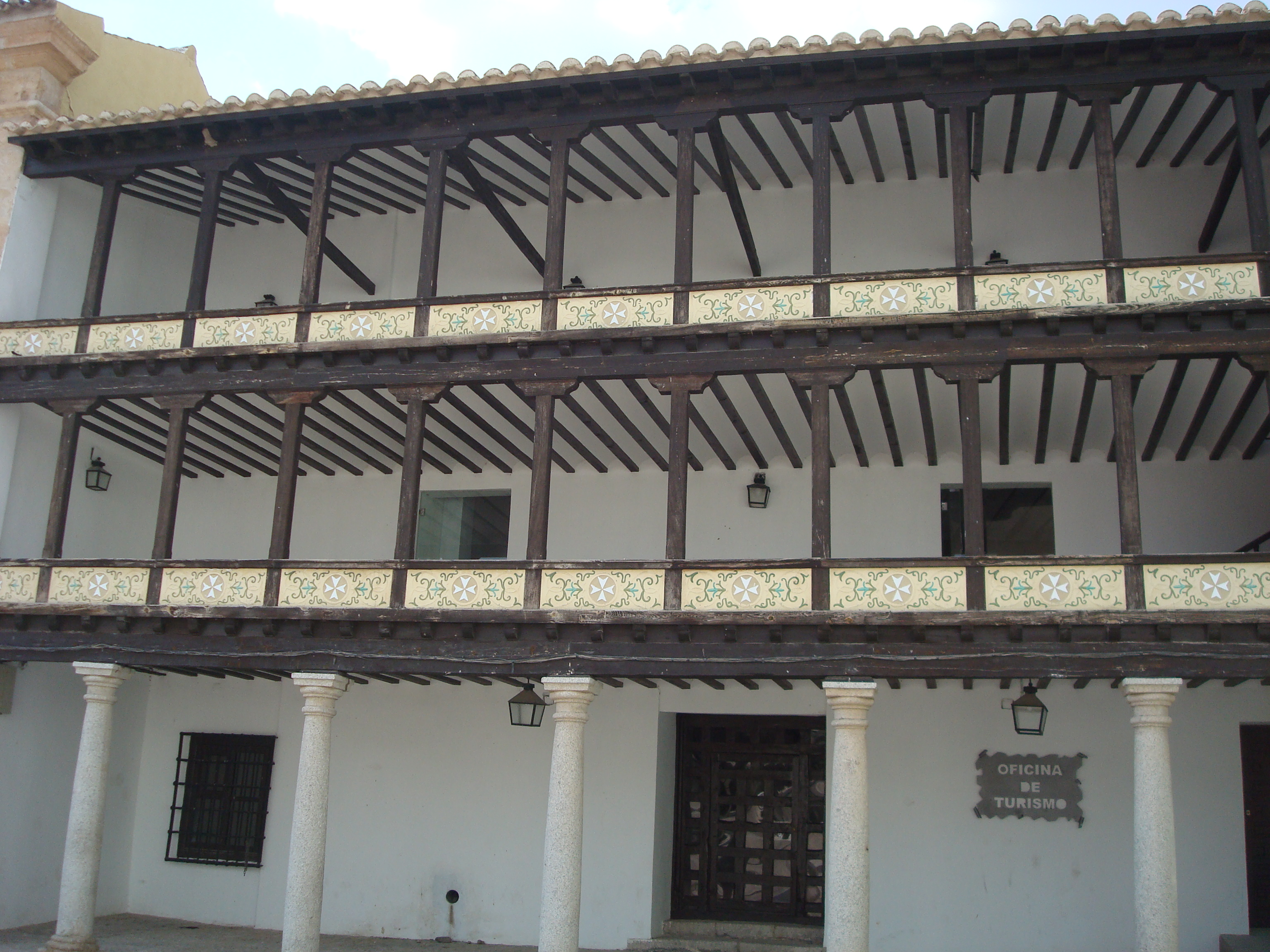
Detalle de la balconada

Se ubica en el centro urbano de la localidad de Tembleque. Está considerada uno de los ejemplos más notables de plazas porticadas castellanas.
La plaza fue construida en 1598, siguiendo los esquemas del arte barroco y de los corrales de comedia.
Durante 2016 y 2017 se llevó a cabo la rehabilitación de parte de la fachada oeste de la plaza, derrumbada en 2013. Dicha obra fue financiada por el Ministerio de Educación, Cultura y Deporte, el Ayuntamiento de Tembleque y la Consejería de Cultura de Castilla-La Mancha.[cita requerida]